# Pera de sucção
Pera de sucção (AO 1945: pêra de sucção) (também conhecida como pipetador de três vias) é um instrumento usado para fins laboratoriais. Geralmente feito de borracha, serve para sugar produtos químicos e biológicos em outros instrumentos (geralmente usa-se pipeta graduada ou pipeta volumétrica) sem, assim, ter contato direto com o usuário. Antigamente, os químicos sugavam os líquidos da pipeta usando sua boca. Alguns fluidos eram ácidos, e por isso, os químicos tinham perda de paladar e até deformações na boca. Com a pera de sucção, não existe contato entre o manuseador da pipeta e o fluido,por isso, a pera de sucção é importante. Nela você encontra o botão onde sugar e escorrer o líquido.